# 王懋 (成化進士)
王懋（1444年—？），字勉之，山東兗州府沂州人，軍籍，明朝政治人物。進士出身。

## 生平
早年出身州學生，舉山東鄉試第七十三名。成化十一年（1475年）乙未科會試第八十二名，殿試登進士第二甲第九十五名。

## 家族
曾祖父王奉禮。祖父王整。父亲王玘。